# Tabori
Tabori (en rus: Таборы) és un poble de l'óblast de Sverdlovsk, a Rússia, segons el cens del 2010 tenia 137 habitants.